# Old Mill Creek (Illinois)
Old Mill Creek est un village du comté de Lake dans l'Illinois, aux États-Unis. Situé au nord du comté, il est incorporé le 9 janvier 1959.

## Démographie
Lors du recensement de 2010, le village comptait une population de 178 habitants. Elle est estimée, en 2016, à 220 habitants.